# Perxylobates guehoi
Perxylobates guehoi är en kvalsterart som beskrevs av Sandór Mahunka 1978. Perxylobates guehoi ingår i släktet Perxylobates och familjen Protoribatidae. Inga underarter finns listade i Catalogue of Life.